# Valérie Cornetet
Valérie Cornetet es un profesor francés e ingeniero aeroespacial. Del 1 de julio de 2022 al 31 de mayo de 2023, es directora general del Institut polytechnique des sciences avancées (universidad aeroespacial privada francesa).

## Biografía
Graduada de ENSTA Paris (promoción 1990) y École polytechnique (promoción 2006), Valérie Cornetet comenzó su carrera como Gerente de Desarrollo de Producto para Saint-Gobain. Luego, se convirtió en Product Manager de Move'eo, INRETS y Sopemea.
En 2011, es nombrada Responsable de Gestión de la Innovación y Propiedad Intelectual de Siemens.
Se unió a la educación superior en 2020 como subdirectora general del Institut polytechnique des sciences avancées, una grande école privada francesa de ingeniería aeronáutica y aeroespacial ubicada en Ivry-sur-Seine (cerca de París) y Toulouse. Se convirtió en directora ejecutiva del Colegio en julio de 2020, luego de la partida de Francis Pollet.
Dejó su trabajo el 31 de mayo de 2023, reemplazada por Anne-Ségolène Abscheidt.
Además de sus actividades laborales, tiene una vida comunitaria.